# Färjan 4
Färjan 4 är en ångdriven färja i Göteborg.
Färjan 4 levererades 1920 till Göteborgs Hamnstyrelse och sattes in på Linje 5 Residensbron - Götaverken. Hon fick då ta 200 passagerare. Färjans maskineri består av en koleldad ångpanna och en tvåcylindrig ångmaskin på 70 hästkrafter. Färjan har en genomgående propelleraxel, under ångpannan, och har en propeller och ett roder i varje ända.
Färjan 4 byggdes om 1934 och gick också därefter, fram till juni 1954, i ordinarie trafik mellan Residensbron och Götaverken.  Färjan gick var 15:e minut på vardagar från klockan sex på morgonen till ett på natten, på söndagar två timmar kortare. Från 1954 fram till 1970 användes Färjan 4 mestadels som reservfärja.
Färjan 4 ägs sen 1972 av Sjöfartsmuseet Akvariet i Göteborg och är museets största föremål. Färjan har sedan 1973 gått i turisttrafik i Sällskapet Ångbåtens regi, med ett uppehåll för en större renovering 1981-85. Hon får numera ta max 100 passagerare.